# 國民政府建國大綱

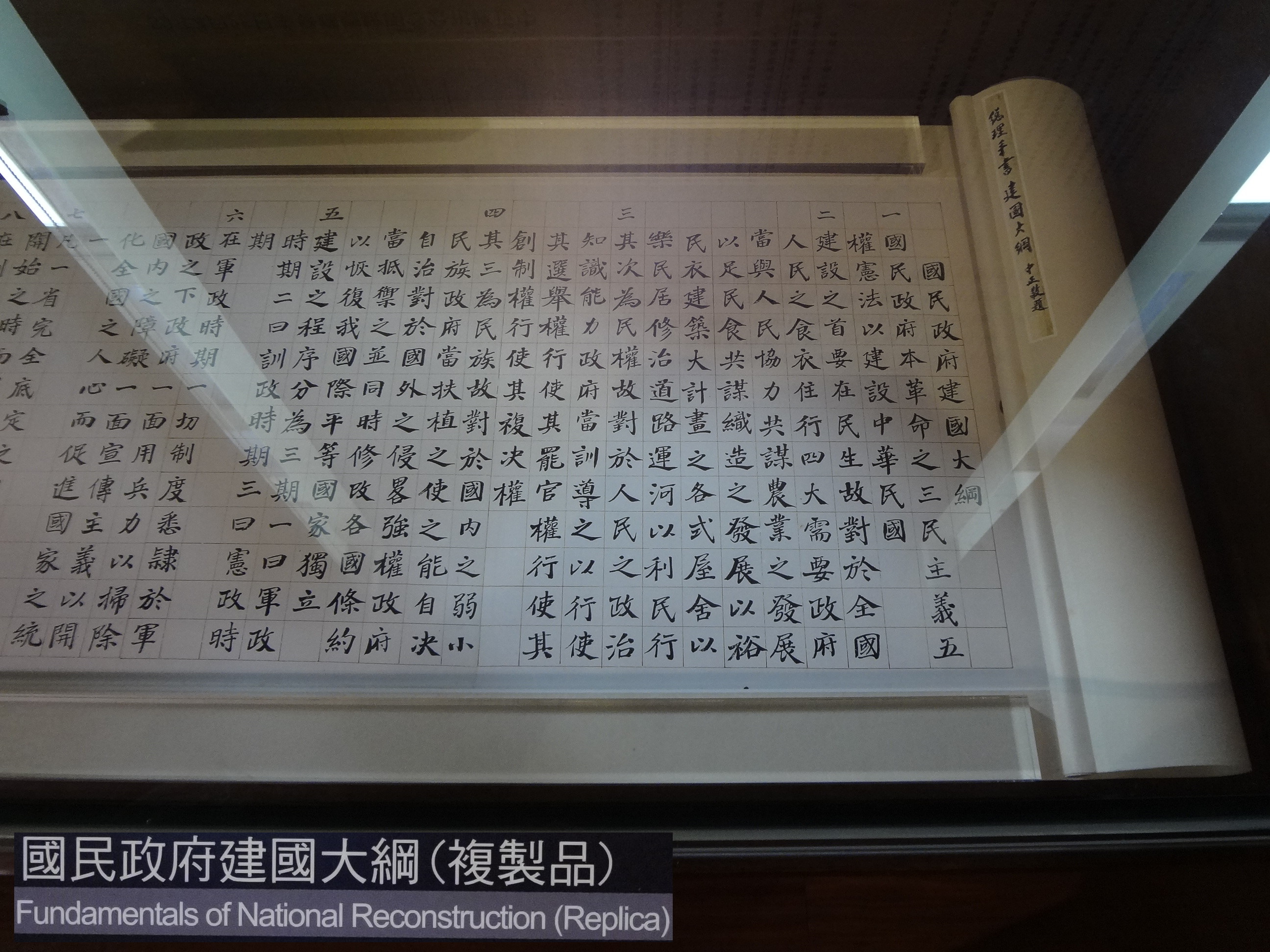
國立國父紀念館展示的《國民政府建國大綱》複製品

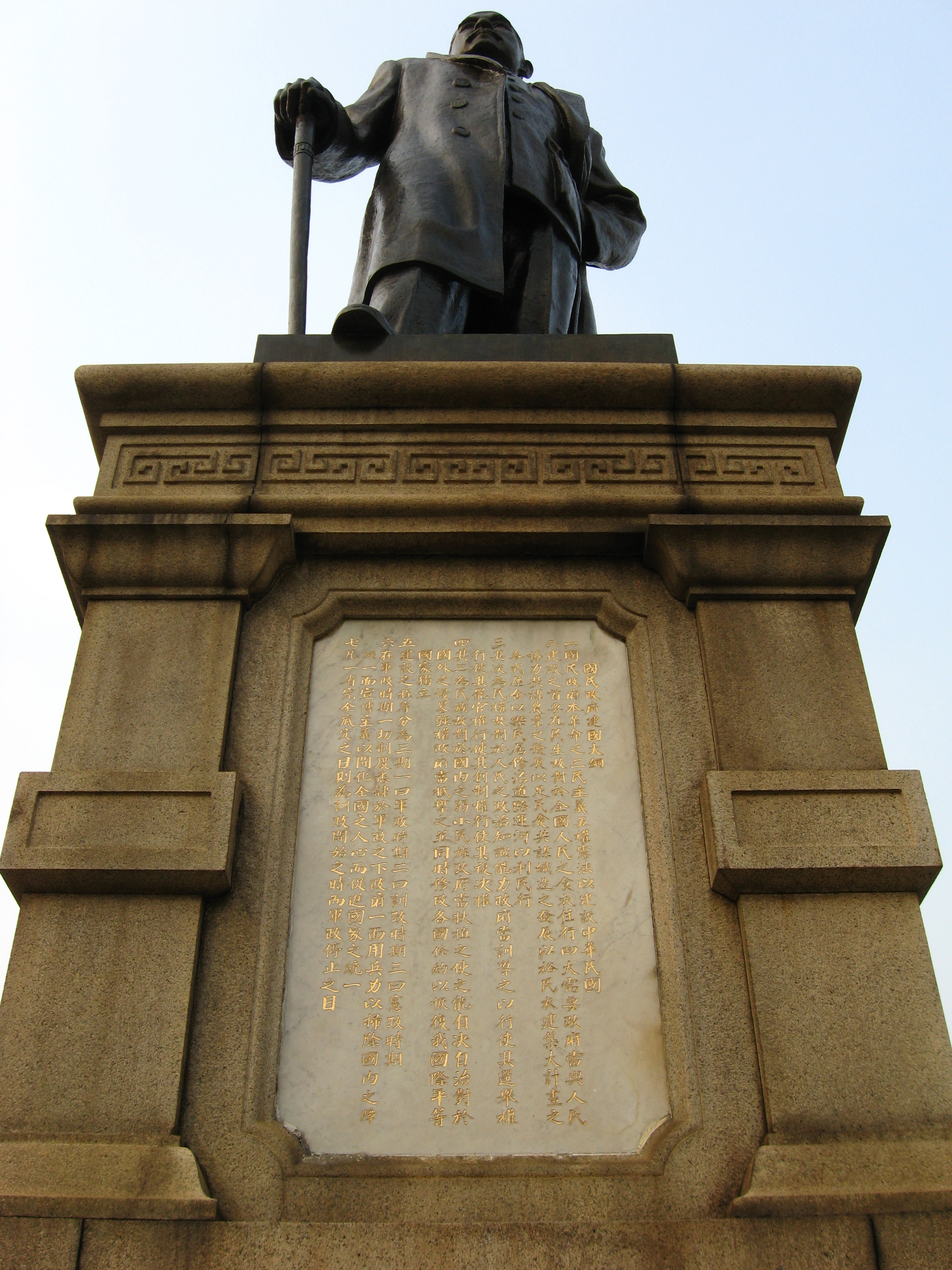
刻於廣州中山紀念堂孫中山銅像基座上的《國民政府建國大綱》

《國民政府建國大綱》是孫中山於民國十三年（1924年）4月12日手書，簡稱《建國大綱》，全文僅二十五條。這是中華民國成立後，孫中山針對國家建設所提出的規劃方案。《建國大綱》以選舉、罷免、創制、複決作為人民應有之「權」，以行政、立法、司法、考試、監察作為政府施政的「能」，權能區分，造成「萬能政府」，以實現三民主義。《建國大綱》並將建設國家的程序分為三個階段：軍政時期、訓政時期與憲政時期。

## 起源
建國大綱，是孫中山對於其革命實行方法的總結。其實早於中國同盟會時期，孫中山就有在《革命方略》書中訂立相關規則。
建國大綱是1924年孫中山做的題綱式總結。據其自述，主要認為，辛亥革命之後的成就，僅只有推倒二百六十多年滿清貴族專制、結束四千年來中國君主統治與得到中華民國國號而已。

## 建設三期

### 軍政
中華民國成立之後，內戰不斷，各地軍閥割據，沒有統一的政府，當初革命所倡導的主義無法順利推行，民眾亦處於戰亂之中。於是孫中山在《建國大綱》中規劃，在軍政時期，一切制度悉隸於軍政之下，政府一面用兵力以掃除國內之障礙、一面宣傳主義以開化全國之人心，而促進國家之統一；直到一省完全底定之日，則為訓政開始之時、而軍政停止之日。

### 訓政
在訓政時期，由中國國民黨代為行使政府職權，以黨治國，並派出訓練有素之官員協助各省縣籌備自治、興辦實業。

### 憲政
當過半省份完成自治，即準備憲政，而中國國民黨亦功成身退，並由人民行使政權，以憲法治理國家。中華民國憲法在直接民主制中又增加國民大會為代議機關，代表全體國民行使選舉、罷免、創制、複決四權。

## 歷史進程

### 軍政時期
軍政時期從1917年成立護法軍政府起，直到國民政府在1928年完成国民革命军北伐才結束。

### 訓政時期
1928年，國民政府二次北伐成功，中國全國歸於統一。於是國民政府訂定《訓政時期約法》，此時的「約法」相當於國家的基本法：由當時執政的中國國民黨實行「一黨訓政」、「一黨領政」，實際上施行黨國體制，以提升國家與國民達到施行憲政的能力為目標。在1928年至1947年憲法施行之前，即為訓政時期，最終1947年12月25日發布《訓政結束程序法》，在形式上進入憲政時期。

### 憲政時期
1936年5月5日國民政府公佈擬定《中華民國憲法草案》（即「五五憲草」）預備正式立憲，它本來應該由制憲國民大會通過，但由於抗日戰爭爆發，制憲國民大會未能召開，立憲遂向後拖延。直到抗戰勝利後，制憲國民大會在1946年12月25日議決通過《中華民國憲法》，1947年1月1日公佈，同年12月25日施行。1948年5月20日，國民政府改組為中華民國政府，國民政府主席一職也改為中華民國總統，中華民國在形式上進入憲政時期；但受到1948年5月10日實施之《動員戡亂時期臨時條款》限制，實質上的憲政遲至該條款於1991年5月1日廢止才正式開始。動員戡亂時期臨時條款廢止的同時，中華民國政府制定《中華民國憲法增修條文》，其與《中華民國憲法》構成中華民國今日在臺澎金馬運行的憲政體制。

## 實行成果
| 孙中山建国大纲设想的建国步骤 | 孙中山建国大纲设想的建国步骤                                     | 孙中山建国大纲设想的建国步骤       | 孙中山建国大纲设想的建国步骤 |
| 步骤                         | 内容                                                             | 实现条件                           | 实际情况 |
| ---------------------------- | ---------------------------------------------------------------- | ---------------------------------- | --- |
| 军政                         | 國民革命军扫荡军阀，宣传主义，开化人心                           | 中國國民黨创建國民革命军以统一国家 | 1926年7月开始北伐 |
| 训政                         | 国民政府派训练有素人员到各县协助人民筹备自治，实现民选，兴办实业 | 该省军阀革除，局势底定，即开始训政 | 1928年秋开始施行训政，實際上仍處於军阀割據，軍閥在形式上服從國民政府，但實際不受國民政府控制                                               |
| 宪政                         | 制定宪法，结束党治，施行宪政，主权在民                           | 全国有过半省份自治完成时即制定宪法 | 1947年底开始行宪。但受到1948年實施之《動員戡亂時期臨時條款》限制，直至該條款於1991年廢除方正式進入憲政時期。其後憲政僅在臺澎金馬實行至今。 |